# Green Light Go
Green Light Go è un singolo della cantante statunitense Becky G, pubblicato nel 2019 dalla RCA Records.